# Gunnar Lauring
Gunnar Lauring (* 31. Oktober 1905 in Frederiksberg; † 21. Februar 1968 ebenda) war ein dänischer Schauspieler.

## Leben
Gunnar Lauring wuchs in Kopenhagen als Sohn des Lehrers Kjartan Lauring (1876–1941) und seiner Frau Karen Margrethe Olsen (1877–1929) auf. Sein jüngerer Bruder war der Schriftsteller und Historiker Palle Lauring.
Gunnar Lauring wirkte ab 1934 in mehr als 100 Film-und-Fernsehproduktionen als Schauspieler mit. Zudem stand er in verschiedenen Rollen auf zahlreichen Bühnen in ganz Dänemark. Im Jahr 1958 wurde er in der Kategorie „Beste Hauptrolle“ mit dem Bodil ausgezeichnet. Ab dem Jahr 1959 war Lauring festes Ensemblemitglied am Königlichen Theater Kopenhagen.
Lauring war in erster Ehe von 1927 bis 1935 mit der Schauspielerin Henny Krause verheiratet. Aus der Ehe stammte der Sohn Bertel Lauring, welcher ebenfalls den Schauspielberuf ergriff. In zweiter Ehe war er ab dem 19. Juli 1941 bis zu seinem Tod mit der Schauspielerin Jessie Rindom verheiratet.
Gunnar Lauring starb am 21. Februar 1968 im Alter von 62 Jahren. Sein Grab befindet sich auf dem Friedhof in Frederiksberg.